# Ми-8МСБ
Ми-8МСБ — украинский вариант модернизации советского многоцелевого вертолёта Ми-8, разработанный компанией АО «Мотор Сич».

## История
Разработка ремоторизованного вертолёта Ми-8 была начата АО «Мотор Сич» в конце 1990-х годов в инициативном порядке и с использованием собственных средств.
В 2010 году было предложено устанавливать на военный вариант модернизированного вертолёта Ми-8 станцию оптико-электронного подавления «Адрос» КТ-01АВЭ и комбинированное устройство выброса тепловых ложных целей «Адрос» КУВ 26-50.
10 июня 2011 года способ модернизации вертолётов Ми-8 путём установки новых двигателей был запатентован.
Первые вертолёты были изготовлены на территории Украины (в ходе модернизации вертолёты проходили капитальный ремонт на Конотопском авиаремонтном заводе «Авиакон», а затем ремоторизацию в Запорожье).
В 2011 году руководство АО «Мотор Сич» приняло решение о переносе производства Ми-8МСБ на Оршанский авиаремонтный завод (контрольный пакет акций которого был выкуплен АО «Мотор Сич»), но потребовался почти год на техническое переоснащение этого предприятия.
17—19 мая 2012 года пассажирский вертолёт Ми-8МСБ с двигателями ТВ3-117ВМА-СБМ1В 4Е серии был впервые представлен общественности на 5-й международной выставке вертолетной индустрии «HeliRussia-2012». В дальнейшем, между АО «Мотор Сич» и ДОСААФ был подписан протокол о намерениях, в соответствии с которым предполагалась возможность проведения ремоторизации российских вертолётов Ми-8 с использованием двигателей Т3-117ВМА-СБМ1В на АО «Московском авиационно-ремонтном заводе ДОСААФ» (МАРЗ), но дальнейшего развития данная инициатива не получила.
К началу октября 2012 года общие расходы АО «Мотор Сич» по разработке Ми-8МСБ составили 6,5 млн. долларов США. 20 октября 2012 года пресс-служба министерства обороны Украины объявила о завершении испытаний вертолёта.
6 ноября 2012 года заместитель генерального директора АО «Мотор Сич» В. Б. Семенов сообщил в интервью, что компания выполнила модернизацию четырёх вертолётов Ми-8 до уровня Ми-8МСБ и стоимость модернизации одного вертолёта составляет 5-6 млн долларов США (при этом стоимость работ по выполнению ремоторизации составляла 2-3 млн долларов — около половины общей стоимости модернизации).
В начале августа 2013 года министерство обороны Украины сообщило о намерении принять на вооружение вертолёт Ми-8МСБ. 15 августа 2013 года на аэродроме «Кировское» государственного научно-исследовательского центра вооружённых сил Украины вертолёт Ми-8МСБ (бортовой номер UR-MSB) с экипажем из двух человек установил новый мировой рекорд подъёма на высоту в подклассе E-1g класса E-1 (для двухдвигательных вертолётов массой от 6 000 до 10 000 кг). Рекордная высота 9150 метров была достигнута за 29 минут 30 секунд и зафиксирована бароспидографом.
На 11-м Международном авиационно-космическом салоне МАКС-2013, проходившем в Жуковском с 27 августа по 1 сентября 2013 года, был представлен второй вертолёт Ми-8МСБ (бортовой номер UR-MSF) — транспортно-пассажирский вариант, изготовленный из транспортного вертолёта Ми-8Т.
В дальнейшем, АО «Мотор Сич» начало изготовление двух вертолётов Ми-8МСБ для авиакомпании «Orsha Air» на ОАО «Оршанский авиаремонтный завод» (при этом, двигатели для вертолётов поставляли из Украины, а остальные детали и агрегаты для вертолётов белорусского заказа изготавливали в Белоруссии). В сентябре 2013 года на аэродроме Боровая был представлен первый Ми-8МСБ (бортовой номер EW-999AP) для «Orsha Air».
По состоянию на начало апреля 2014 года, в коммерческой эксплуатации украинской частной авиакомпании АО «Мотор Сич» находились два гражданских Ми-8МСБ (бортовые номера UR-MSF и UR-MSJ).
19 апреля 2014 года и. о. министра обороны Украины Михаил Коваль утвердил приказ № 267 «Про прийняття на озброєння Збройних Сил України десантно-транспортного вертольота Мі-8МСБ-В», в соответствии с которым десантно-транспортный вариант вертолёта Ми-8МСБ-В был официально принят на вооружение вооружённых сил Украины.
В октябре 2014 года министерство обороны Украины сообщило о том, что 10 вертолётов Ми-8МСБ включены в государственный военный заказ на 2014—2015 годы (предполагалось, что первые четыре вертолёта вооружённые силы Украины получат в период с начала ноября до конца декабря 2014 года, и ещё шесть машин — в течение 2015 года). Кроме того, ещё три вертолёта в 2015 году должна была получить Национальная гвардия Украины. Фактически, в течение 2014 года вооружённые силы Украины получили три десантно-транспортных вертолёта Ми-8МСБ-В (все три вертолёта были переданы в войска 4 декабря 2014 года).
20 ноября 2015 года 410-й завод гражданской авиации получил сертификат государственной авиационной службы Украины на выполнение модернизации вертолёта Ми-8Т до уровня Ми-8МСБ.
В течение 2015 года вооружённые силы Украины получили четыре десантно-транспортных вертолёта Ми-8МСБ-В. Стоимость модернизации одного вертолёта до уровня Ми-8МСБ-В составляла около 12 млн. гривен.
2 июня 2016 года на Международной выставке вооружения и военно-технического имущества «KADEX-2016» АО «Мотор Сич» подписала лицензионный договор с ТОО «Казахстанская Авиационная Индустрия» о передаче казахской стороне технологий по модернизации вертолётов Ми-8 и капитальному ремонту двигателей ТВ3-117ВМА для них..
В июле 2016 года было объявлено о освоении производства Харьковским машиностроительным заводом «ФЭД» новых модификаций насоса-регулятора НР-3А (НР-3МС и НР-3МСН) для двигателей вертолётов Ми-8МСБ.
В конце октября 2017 года вооружённый двумя блоками Б13Л вертолёт Ми-8МСБ (каждый блок — на пять 122-мм ракет С-13) произвёл практические пуски ракет по наземным целям.
21 ноября 2017 года «Мотор Сич» был запатентован способ модернизации главного редуктора ВР-8А в процессе капитального ремонта вертолёта Ми-8 (под установку дополнительного генератора СГО-3ОУ).
12 сентября 2018 года представитель АО «Мотор Сич» И. И. Божков сообщил, что всего для вооружённых сил Украины было переоборудовано и поставлено 23 вертолёта Ми-8МСБ.
В начале ноября 2018 года оборудованный оптико-электронный прицельным комплексом ПМ-ЛКТ вертолёт Ми-8МСБ-В произвёл практические пуски 130-мм ракет «Барьер-В» по наземным целям.
29 мая 2019 года при выполнении учебного полёта в районе села Сестрятин разбился вертолёт Ми-8МТВ-МСБ-1 (модернизированный Ми-8МТВ) 16-й отдельной бригады армейской авиации сухопутных войск Украины.
В начале сентября 2019 года ещё один Ми-8МСБ-В (модернизированный Ми-8Т) получила 10-я бригада морской пехоты ВМС Украины. Сообщается, что этот вертолёт получил дополнительную защиту кабины экипажа (бронирование пола и кресел пилотов) и крепления в нижней части иллюминаторов для установки пулемётов.
31 октября 2019 года стало известно о проекте оснащения вертолётов Ми-8МСБ системой экранной индикации (с заменой всех аналоговых приборов индикации в кабине пилотов на пять жидкокристаллических экранов, на которые выводится вся информация), разработанной киевской фирмой ООО ПКФ «СТОРК». 2 октября 2020 года был выполнен первый испытательный полет вертолёта Ми-8МСБ с новой системой экранной индикации.
23 января 2021 года «Мотор Сич», научно-технический центр «Дельта» и Тбилисский авиазавод подписали меморандум о намерении модернизировать вертолёты Ми-8 вооружённых сил Грузии до уровня Ми-8МСБ.
На оружейной выставке «SAHA Expo 2021» (10-13 ноября 2021 года) в Стамбуле украинские компании «Мотор Сич» и ООО «Оборонні технології» (Киев) подписали соглашение с турецкой компанией «Aselsan» о сотрудничестве в проектах модернизации вертолётов Ми-8. Соглашение предусматривает установку турецких оптико-прицельных станций и турецких ракет «воздух-земля» на вертолёты Ми-8, модернизируемыё для Украины и на экспорт.

## Описание
В ходе модернизации Ми-8 до уровня Ми-8МСБ, производится ремоторизация (в ходе которой моторы ТВ2-117 заменяют на новые, более мощные турбовальные двигатели ТВ3-117ВМА-СБМ1В 4Е серии производства «Мотор Сич» с электронным запуском), также частично изменён и реконструирован фюзеляж (в конструкции которого ввиду большей мощности двигателей были усилены несущие элементы), установлена новая система запуска двигателя. Редуктор двигателя с пропускной способностью 2,5 тыс. л. с. сохранён без изменений.
Замена двигателя позволила уменьшить потребление топлива — в зависимости от условий эксплуатации, от 10 % до 20 % (и соответственно, увеличить дальность полёта), повысить на 30 % эксплуатационный ресурс силовой установки и увеличить эффективность эксплуатации вертолёта (особенно в условиях горной местности и высоких температур — до 52 °C). Статический потолок увеличился до 2400 м, а динамический — до 7300 м.
В ходе испытаний было установлено, что в случае выхода из строя одного из двигателей, вертолёт способен взлететь на одном двигателе в режиме перегрузки.
Согласно данным производителя, модернизация позволяет продлить лётный ресурс вертолёта на 2 тыс. лётных часов или 8 лет эксплуатации с возможностью дальнейшего продления ресурса вертолёта до 16 лет.
Военный вертолёт Ми-8МСБ-В в ходе модернизации получает дополнительное оборудование: новые системы сбора, регистрации и обработки полётной информации, аварийный радиомаяк, лазерная система формирования прицельной марки ФПМ-01КВ, станция оптико-электронного подавления «Адрос», комбинированное устройство выброса тепловых ложных целей КУВ 26-50 «Адрос», экранно-выхлопные устройства «Адрос» АШ-01В для снижения температуры и рассеивания потоков выхлопных газов. Кроме того, на вертолёт могут быть установлены дополнительные топливные баки и вооружение: управляемые и неуправляемые ракеты, стрелково-пушечное вооружение, до шести авиабомб или система воздушного минирования ВСМ-1.

## Варианты и модификации

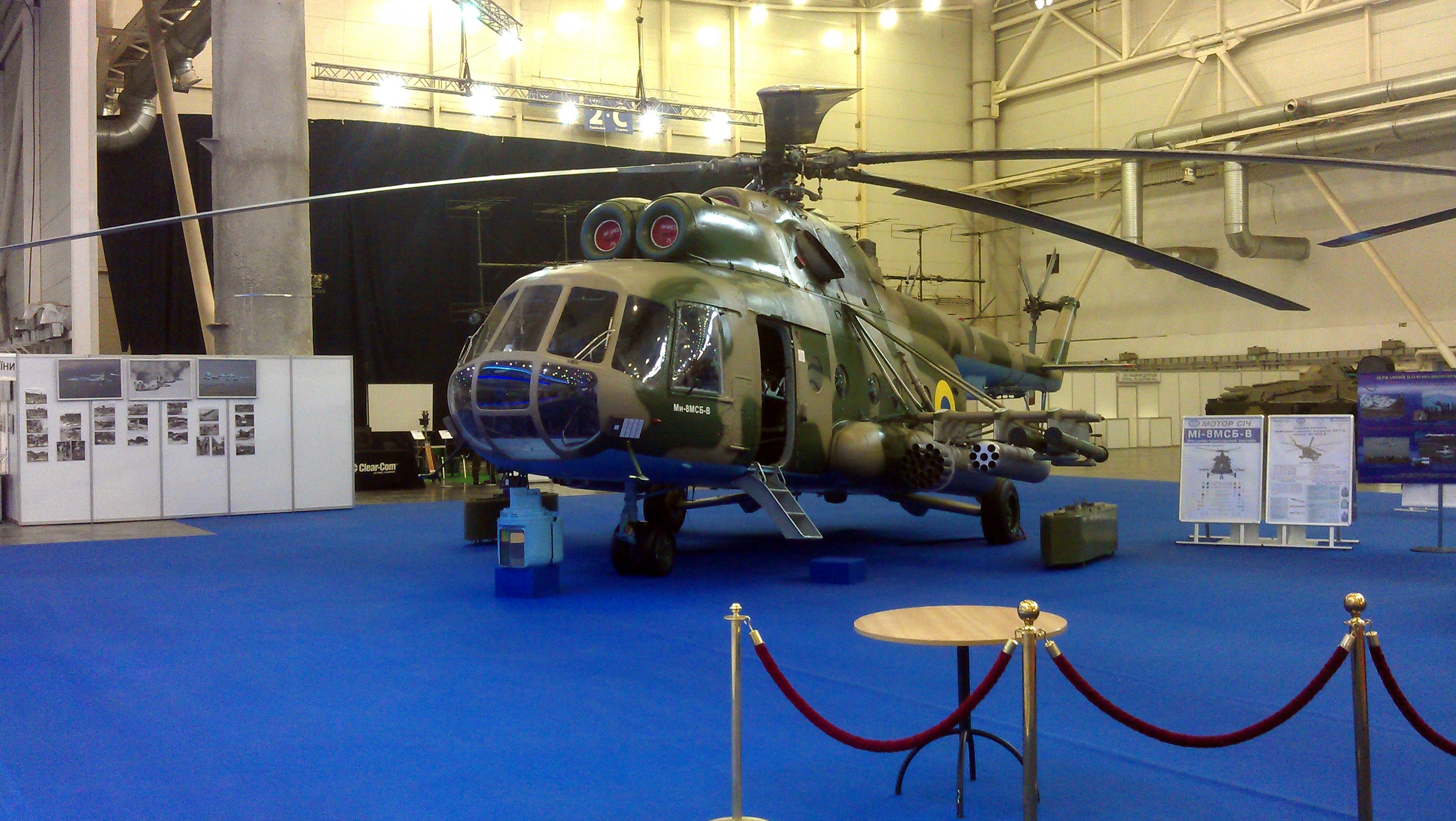
Ми-8МСБ-В на выставке вооружений «Зброя та безпека — 2015» в Киеве (22—25 сентября 2015 года)

| Название модели | Краткие характеристики, отличия. |
| --------------- | --- |
| Ми-8МСБ         | Пассажирско-транспортный вариант для гражданской авиации                                                                                      |
| Ми-8МСБ-В       | Военный десантно-транспортный вертолёт |
| Ми-8МТВ-МСБ1    | модифицированный вариант Ми-8МТВ, принят на вооружение в 2018 году                                                                            |
| Ми-8МСБ-Т       | Воздушный командный пункт на базе Ми-8МСБ-В, невооружённый пассажирский вариант (работы по созданию одного вертолёта начаты весной 2015 года) |

## Страны-эксплуатанты
- Германия[42] — в октябре 2018 года один Ми-8МСБ (получивший бортовой номер OK-MSF) был закуплен Берлинской вертолётной службой (Spezialflug Berlin Hubschrauberdienste)[43]
- Казахстан — один вертолёт (постановщик помех Ми-8ППА из наличия ВВС Украины, в августе 2011 года признанный избыточным имуществом и разрешённый к продаже[44], после демилитаризации в 2012 году купленный «Мотор Сич» и после модернизации в 2017 году получивший бортовой номер UR-VBC) был 23-26 мая 2018 года представлен на оружейной выставке KADEX-2018 в Астане и продан казахской авиакомпании «KazMedAir» (после чего получил регистрационный номер UP-MI866). Используется в гражданской авиации, привлекается для лесоохраны[45]
- Перу — в октябре 2013 года вертолёт Ми-8МСБ (бортовой номер UR-MSK) был продан в Перу, он эксплуатировался в авиакомпании «Aero Tecnic» и разбился 27 декабря 2018 года[46]
- Украина